# Kris Fillinger
Kris Fillinger (Nordhorn, 22 maart 1993) is een Duits voormalig voetballer die doorgaans speelde als middenvelder. Tussen 2013 en 2022 was hij actief voor Jong FC Twente, SV Meppen, Hennef 05 en Bonner SC.

## Clubcarrière
Fillinger speelde in zijn jeugd voor de amateurclubs SV Esche en VfL Weisse Elf uit Nordhorn. In 2005 werd hij op 12-jarige leeftijd gescout door FC Twente. Hij doorliep de voetbalacademie FC Twente. Als speler van de A1 van de jeugdopleiding kwam hij enkele keren uit voor Jong Heracles in de beloftencompetitie. In mei 2012 tekende hij een driejarig opleidingscontract bij FC Twente. Vanaf seizoen 2012/13 kwam hij uit voor Jong FC Twente. In de voorbereiding op het nieuwe seizoen mocht hij enkele keren meedoen met het eerste elftal. Op 6 december 2012 was hij reservespeler in een wedstrijd van Twente tegen Helsingborgs IF in de UEFA Europa League. Met Jong FC Twente kwam hij vanaf seizoen 2013/14 uit in de Eerste divisie. Zijn debuut in het betaald voetbal maakte hij op 14 februari 2014, toen er met 3-0 werd verloren op bezoek bij VVV-Venlo. Van coach Jan Zoutman mocht Fillinger een kwartier voor het einde van het duel invallen voor Dario Tanda. In totaal kwam hij zeven keer uit in de Eerste divisie.
In de zomer van 2014 verruilde hij Twente voor SV Meppen, dat uitkomt in de Regionalliga Nord. Een jaar later vertrok hij naar Hennef 05. Na opnieuw één seizoen werd Bonner SC zijn nieuwe club. In de zomer van 2022 besloot Fillinger op negenentwintigjarige leeftijd een punt achter zijn actieve loopbaan te zetten, waarop hij scout werd bij VfL Wolfsburg.